# CODA (pel·lícula de 2021)
CODA és una pel·lícula dramàtica i coming of age escrita i dirigida per Sian Heder, protagonitzada per Emilia Jones, Marlee Matlin, Troy Kotsur, Eugenio Derbez, Ferdia Walsh-Peelo i Daniel Durant.
Gran Premi del Jurat, de Direcció i Premi del Públic al Festival de Cinema de Sundance.
Va guanyar l'Oscar a la millor pel·lícula, així com al millor guió adaptat i al millor actor secundari per Troy Kotsur, confirmant les 3 nominacions rebudes a la 94a edició dels Premis Òscar (2022). Ha estat subtitulada al català.

## Argument
La Ruby és l'única persona oient a casa seva. La seva família té un negoci de pesca. Quan a l'institut descobreix la passió pel cant, la Ruby haurà de triar entre les obligacions familiars i els seus somnis en el món de la música.

## Repartiment
- Emilia Jones: Ruby
- Marlee Matlin: Jackie, mare de la Ruby
- Troy Kotsur: Frank, pare de la Ruby
- Daniel Durant: Leo
- Eugenio Derbez: Bernardo Villalobos
- Ferdia Walsh-Peelo: Miles
- Hohn Fiore: Tony Salgado
- Lonnie Farmer: Arthur
- Kevin Chapman: Brady
- Amy Forsyth: Gertie
- Molly Beth Thomas: Audra

## Al voltant de la pel·lícula
L'acrònim CODA (en anglès Child of Deaf Adult) defineix una persona criada per un o més pares o tutors sords, sovint naveguen per la frontera entre els mons sords i oients, servint d'enllaç entre els seus pares sords i el món oient.
CODA és una coproducció estatunidenca, francesa i canadenca, remake del film francès La família Bélier (Dirigit per É. Lartigau, 2014)
Després de la seva presentació al Festival de Sundance el 18 de febrer de 2022, Apple en va adquirir els drets de distribució per un preu rècord de 25 milions de dòlars. La pel·lícula es va estrenar als cinemes i a través del servei de streaming d'Apple TV+ el 13 d'agost de 2021.

## Crítica
En el lloc web estatunidenc Rotten Tomatoes dedicat a la crítica i informació sobre pel·lícules, CODA obté una valoració positiva del 96% dels crítics sobre un total de 257 revisions, amb una valoració mitjana de 7,9/10 i un 93% d'aprovació dels espectadors, amb un 4,4/5.
A l'agregador de ressenyes Metacritic, la pel·lícula obté una qualificació de 75/100 a partir de les opinions de 44 crítics, amb 36 valoracions positives i 8 en la qualificació mixta. Els usuaris la valoren amb una puntuació del 7,8/10.
Juan Pando en la seva anàlisi del film a Fotogramas en destaca com atractiu la seva senzillesa i l'optimisme amb el que enfoca les situacions, amb elements innovadors respecte la versió original francesa, com poden ser la seqüència on afloren les limitacions del pare i el germà quan surten a pescar sense la Ruby. Com a punt feble es refereix a la banda sonora que segons el crític no té la força que caldria per la trama.
Per Eulàlia Iglesias a l'Ara, la directora Sian Heder ens presenta la família protagonista com a pescadors, abans que sords, intenta no caure en el paternalisme i genera un escenari de conflicte entre les aspiracions de la noia i els interessos propis dels pares.
Becca James a Chicago Reader, comenta que CODA és una història de la majoria d'edat amb una Ruby destinada a canviar. Tot i que els ritmes de la pel·lícula poden ser previsibles, no per això són menys emotius. Destaca la perfecta interpretació dels pares per part de Marlee Matlin i Troy Kotsur. Tot i la tensió familiar mare-filla, a mesura que tornen a aprendre a comunicar-se entre ells, la pel·lícula ofereix la seguretat que cada membre de la família ocuparà el seu nou paper amb èxit.